# Dzierżynowo
Dzierżynowo (biał. Дзяржынава, Dziarżynawa; ros. Дзержиново, Dzierżynowo; do 1881 roku Oziembłowo, obecnie jako Państwowa Instytucja Kultury "Muzeum-dwór Dzierżynowo") – dawny białoruski majątek ziemski o statusie wsi, stanowiący obecnie muzealny kompleks historyczno-kulturalny, poświęcony rodzinie Dzierżyńskich i urodzonemu tamże w 1877 roku Feliksowi Dzierżyńskiemu.
Liczący łącznie 180 mórg (około 100 hektarów) dwór szlachecki wraz z folwarkiem, położony jest nad rzeką Usą, w rejonie stołpeckim obwodu mińskiego, około 15 km od Iwieńca. 

## Historia
W XIX i w początkach XX w. położone było w Rosji, w guberni wileńskiej, w powiecie oszmiańskim.
Pierwotnie był to rodowy majątek Oziembłowskich, wówczas znany pod nazwą Oziembłowo. W latach 20. XIX wieku, w wyniku ślubu Antoniny Oziembłowskiej ze szlachcicem zagrodowym Józefem Janem Dzierżyńskim (1788-1854), przeszedł na własność tego małżeństwa. Od tego czasu majątek rodowy Dzierżyńskich. Odziedziczony przez Edmunda (1838-1882). Przez pewien czas majątek był dzierżawiony innym osobom (do 1875).  Poprzednią nazwę – Oziembłowo, z którą notowany jest w Słowniku Geograficznym – Dzierżyńscy zmienili w 1881 roku, po narodzinach Feliksa.
Tutaj zginęli dwaj bracia Feliksa: Stanisław (zabity w lipcu 1917 przez powracających z frontu rosyjskich żołnierzy, być może dezerterów) i Kazimierz (stracony przez Niemców w sierpniu 1943, za udział w ruchu oporu). W odwecie za działalność konspiracyjną, w ramach operacji Hemann, Niemcy spalili również sam dwór.
W dwudziestoleciu międzywojennym folwark leżący w Polsce, w województwie nowogródzkim, w powiecie stołpeckim, w gminie Naliboki. W 1921 miejscowość liczyła 9 mieszkańców, zamieszkałych w 1 budynku, wyłącznie Polaków wyznania rzymskokatolickiego.
Po II wojnie światowej w granicach Związku Sowieckiego. Od 1991 w niepodległej Białorusi.
Dwór został zrekonstruowany w 1972 i odnowiony w 2004; w ponownym otwarciu uczestniczył Alaksandr Łukaszenka. Obecnie jest to mała wieś składająca się z dworu i ruin folwarku Dzierżyńskich. Cały kompleks Dzierżynowa uzyskał status historyczno-kulturalnego zabytku Białorusi.

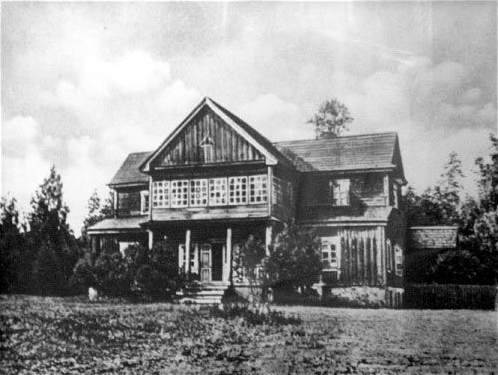
Pałac w Dzierżynowie przed 1939 rokiem